# ترابن-تراباخ
شهر ترابن-تراراباخ (به آلمانی: Traben-Trarbach) در ایالت راینلند-فالتز در کشور آلمان واقع شده‌است.

## نگارخانه

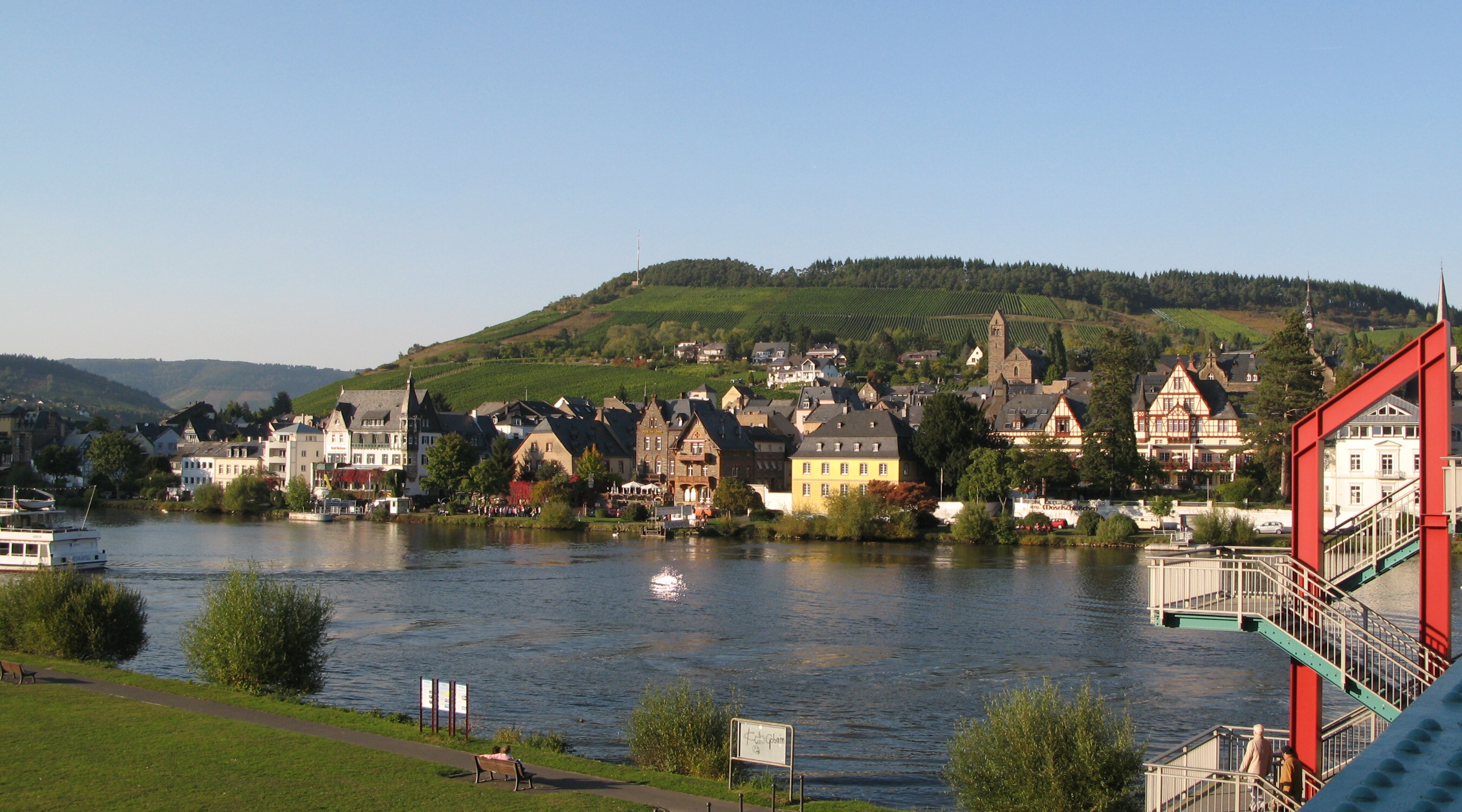
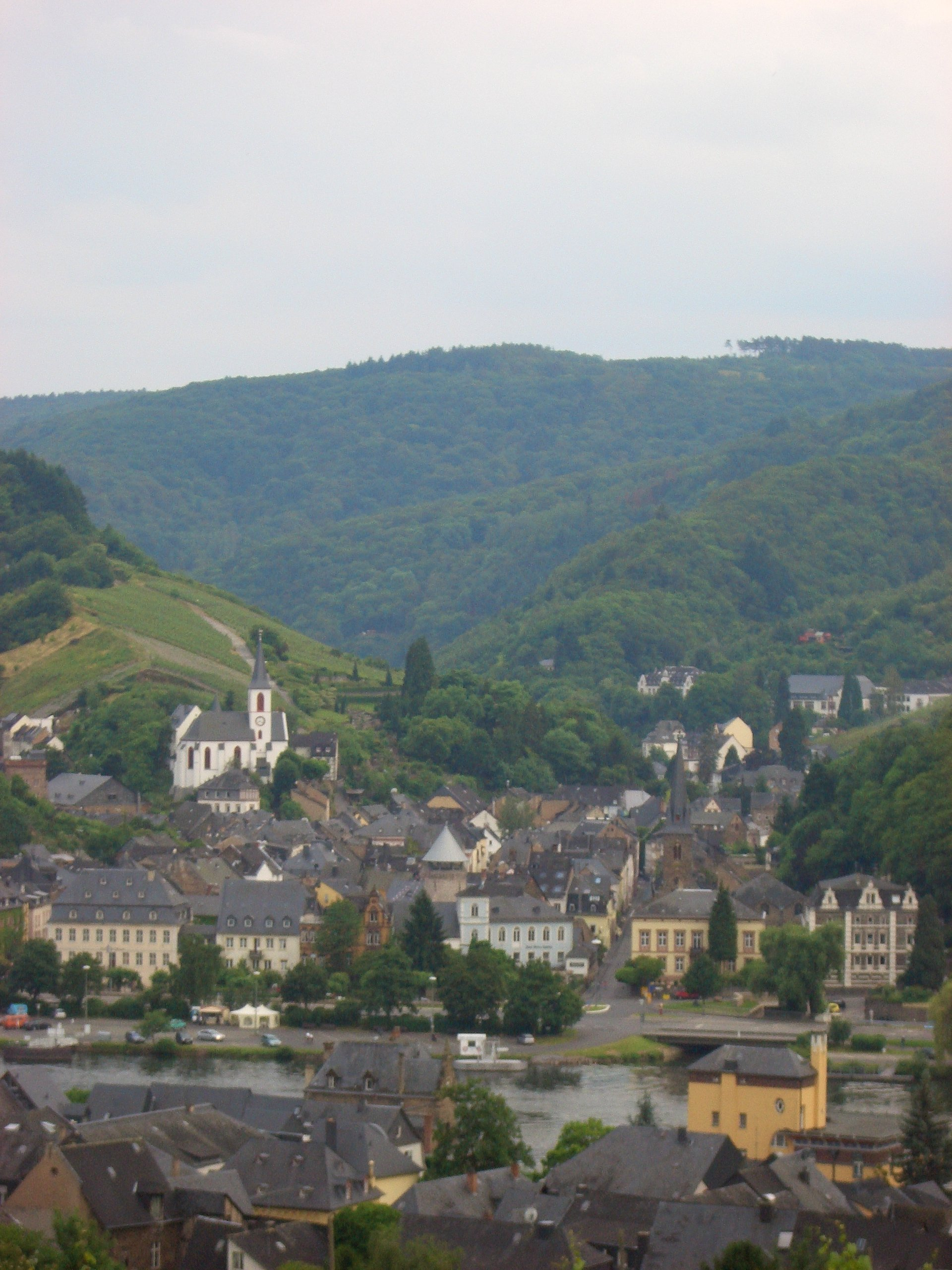
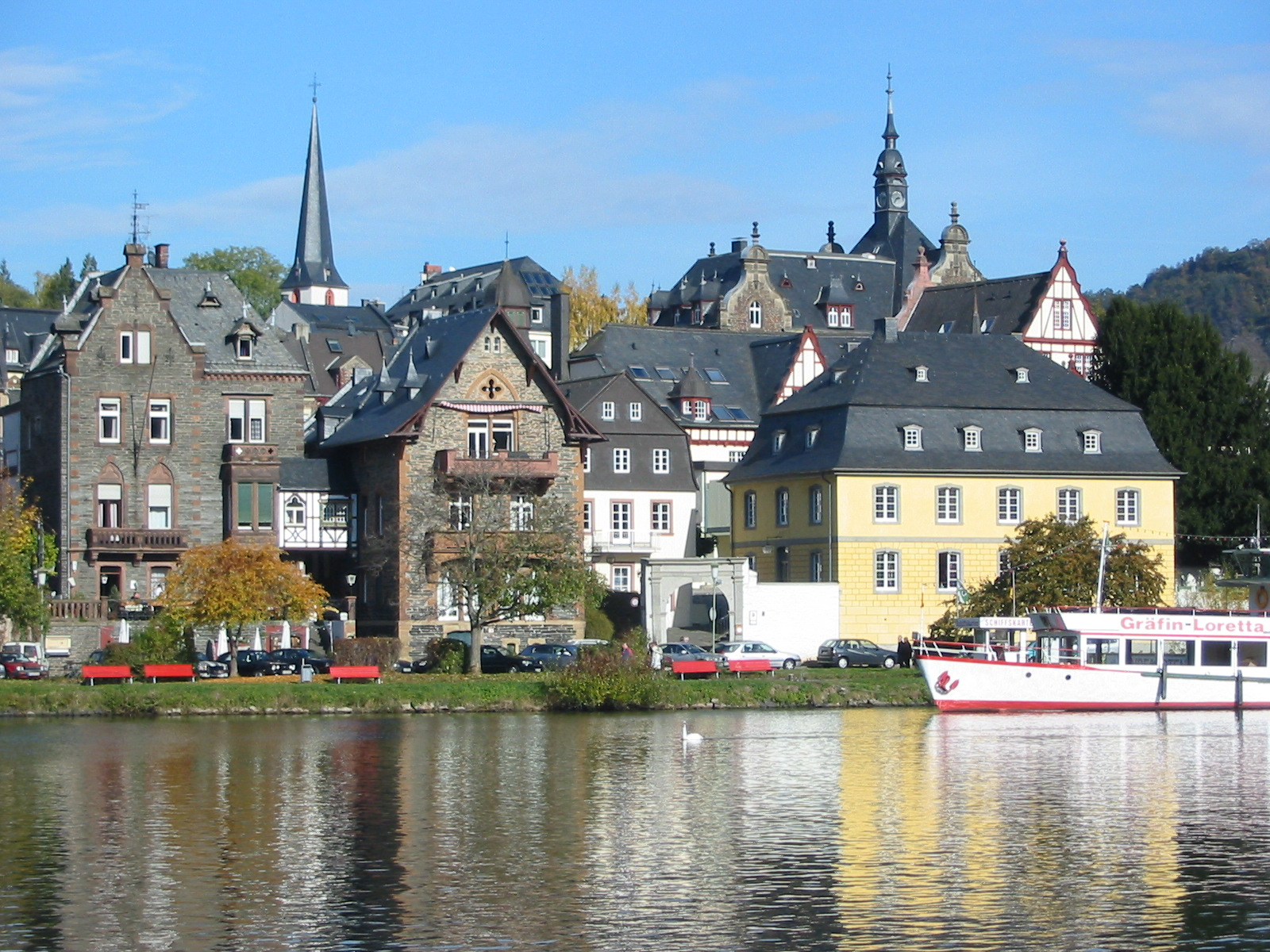
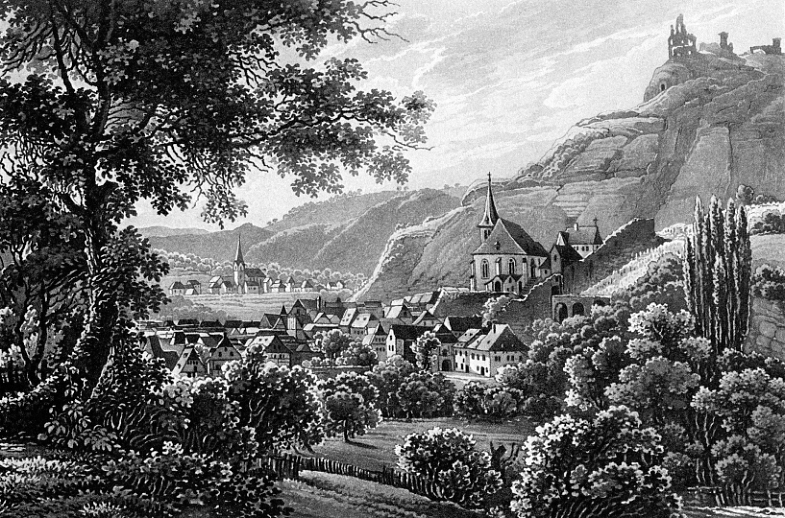
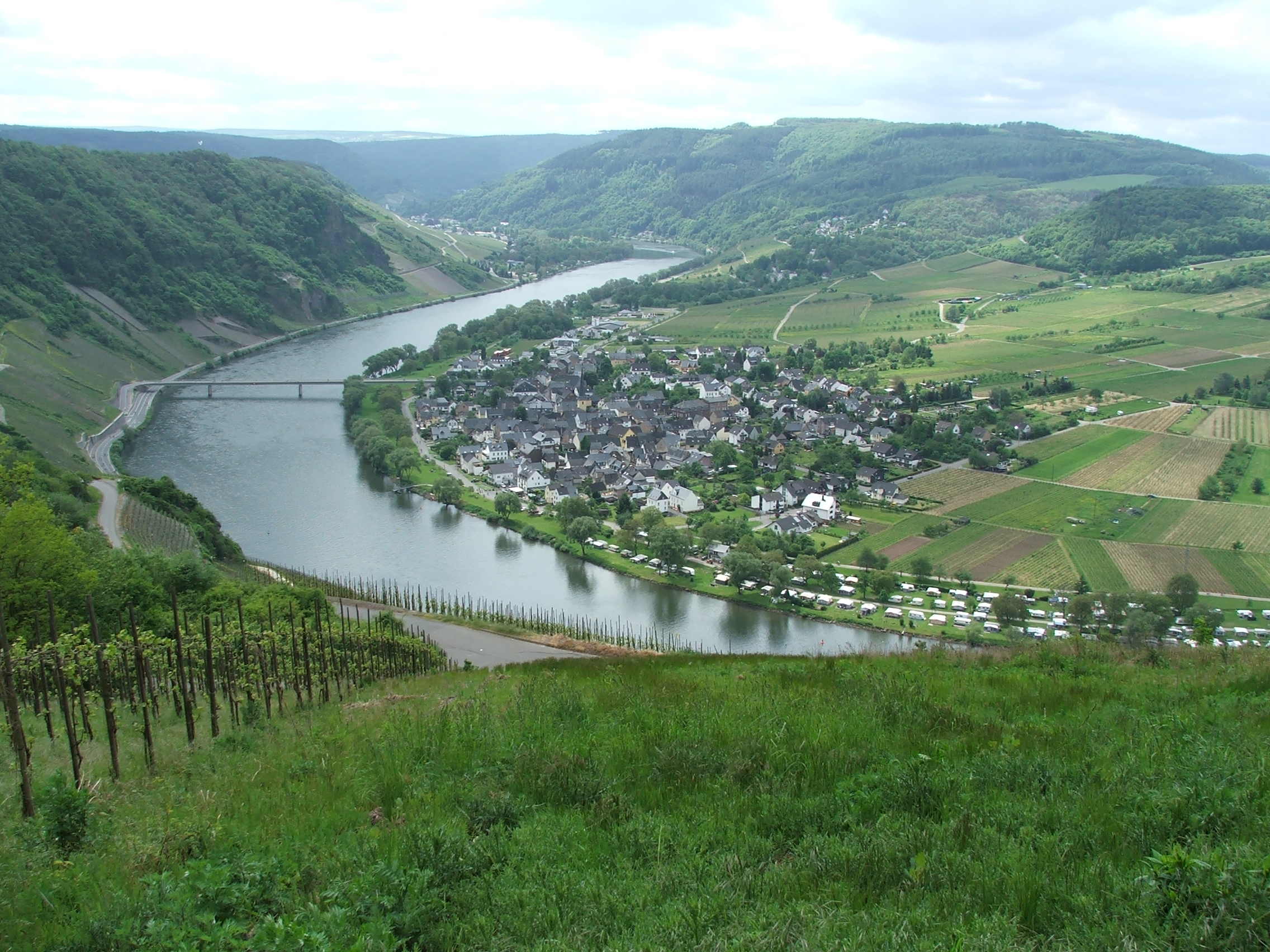
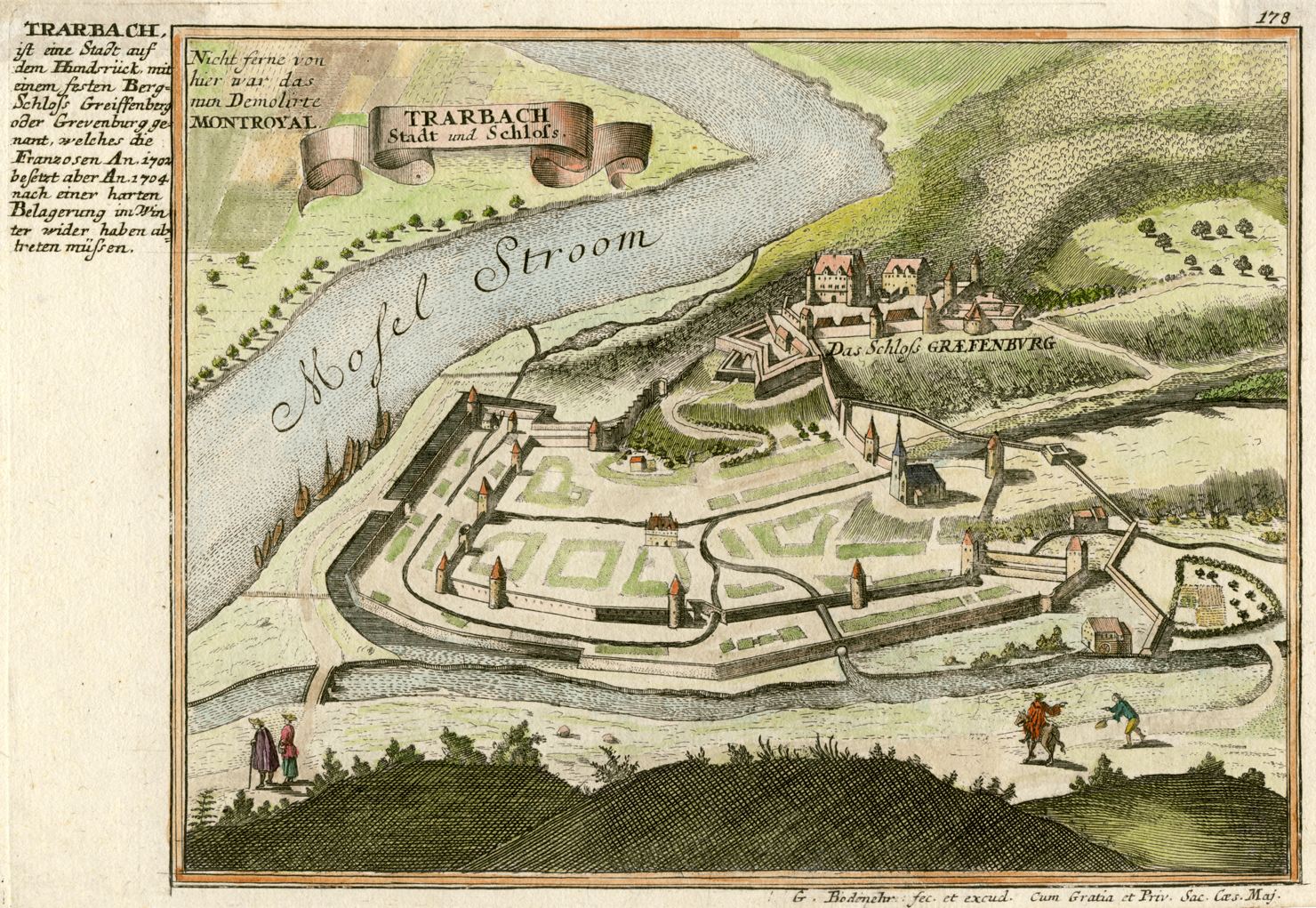
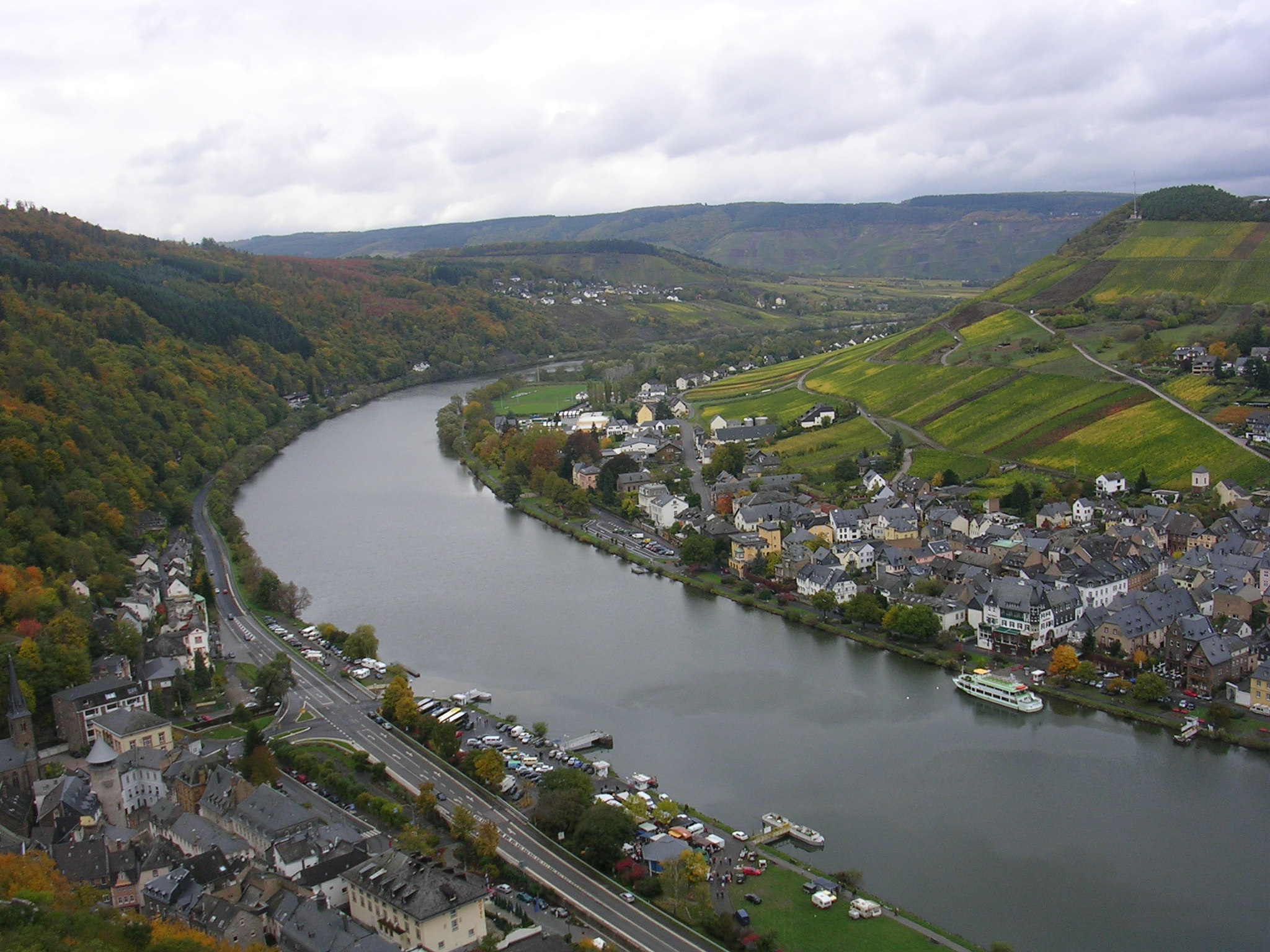